# 中国仙女蛤
是帘蛤目帘蛤科仙女蛤属的一种。主要分布于越南、南海、韩国、中国大陆、台湾，常栖息在潮间带至潮下带45米的沙质浅海，生活在浅海沙质的海底。